# Pocokformák
A pocokformák (Arvicolinae) az emlősök (Mammalia) osztályának rágcsálók (Rodentia) rendjébe, ezen belül a hörcsögfélék (Cricetidae) családjába tartozó alcsalád.

## Tudnivalók
Az alcsaládba kicsi, egymásra nagyon hasonlító állatok tartoznak. Néha csak zápfogaik redői szerint lehet megkülönböztetni a fajokat egymástól. Fogsoruk 1/1 metsző- és 3/3 zápfogból áll. Metszőfogaik elöl sárgák. Valamennyi zápfoguk gyökértelen. Testük az egerekénél zömökebb, fejük vaskos, fülei kicsik. Farkuk egyenletesen szőrös, jóval rövidebb testüknél. A pocokformák az északi félgömb hideg és mérsékelt éghajlatú részein élnek. Főleg növényekkel táplálkoznak. Étrendjüket rovarokkal egészítik ki. Egyes fajaik téli álmot alszanak. Egyes rendszerek az alcsaládot az egérfélék (Muridae) családjába sorolják.

## Rendszerezés
Az alcsaládba 10 nemzetség, 28 nem és 151 faj tartozik:
- Arvicolini - 10 nem
  - Arvicola Lacépède, 1799 – 3 faj, kószapockok
  - Blanfordimys Argyropulo, 1933 – 2 faj
  - Chionomys Miller, 1908 – 3 faj, havasi pockok
  - Lasiopodomys Lataste, 1887 – 3 faj
  - Lemmiscus Thomas, 1912 – 1 faj
    - bozótlakó lemmingpocok (Lemmiscus curtatus) Cope, 1868

  - Microtus Schrank, 1798 – 62 faj, pockok
  - Neodon Horsfield, 1841 - 4 faj
  - Phaiomys Blyth, 1863 - 1 faj
    - Phaiomys leucurus - korábban Microtus leucurus Blyth, 1863

  - Proedromys Thomas, 1911 – 1 faj
    - Proedromys bedfordi Thomas, 1911

  - Volemys Zagorodnyuk, 1990 – 2 faj
- Dicrostonychini - 1 élő és 1 kihalt nem
  - Dicrostonyx Gloger, 1841 – 8 faj, örvöslemmingek
  - †Predicrostonyx
- Ellobiusini - 1 nem
  - Ellobius G. Fischer, 1814 – 5 faj, vakondpockok
- Lagurini - 2 nem
  - Eolagurus Argyropulo, 1946 – 2 faj
  - Lagurus Gloger, 1841 – 1 faj
    - lemmingpocok (Lagurus lagurus) Pallas, 1773
- Lemmini - 3 nem
  - lemming (Lemmus) Link, 1795 – 5 faj, lemmingek
  - Myopus Miller, 1910 – 1 faj
    - erdei lemming (Myopus schisticolor) Lilljeborg, 1844

  - Synaptomys Baird, 1857 – 2 faj, álarcoslemmingek
- Myodini - 5 nem
  - Alticola Blanford, 1881 – 12 faj, szirtipockok
  - Caryomys Thomas, 1911 - 2 faj
  - Eothenomys Miller, 1896 – 8 faj, keletipockok
  - Hyperacrius Miller, 1896 – 2 faj, Himalájai pockok
  - Myodes Pallas, 1811 – 12 faj, erdeipockok
- Neofibrini - 1 nem
  - Neofiber True, 1884 – 1 faj
    - kerekfarkú pézsmapocok (Neofiber alleni) True, 1884
- Ondatrini - 1 nem
  - Ondatra Link, 1795 – 1 faj
    - pézsmapocok (Ondatra zibethicus) Linnaeus, 1766
- Pliomyini - 1 élő nem
  - Dinaromys Kretzoi, 1955 – 1 élő faj
    - őspocok (Dinaromys bogdanovi) Martino, 1922
- Prometheomyini - 1 nem
  - Prometheomys Satunin, 1901 – 1 faj
    - hosszúkarmú vakondpocok (Prometheomys schaposchnikowi) Satunin, 1901
- Bizonytalan helyzetű nemek az alcsaládban (nemzetségbe nem sorolt nemek) - 2 nem
  - Arborimus Taylor, 1915 – 3 faj, fenyőpockok
  - Phenacomys Merriam, 1889 – 2 faj